# Ara funeraria dei Metelli

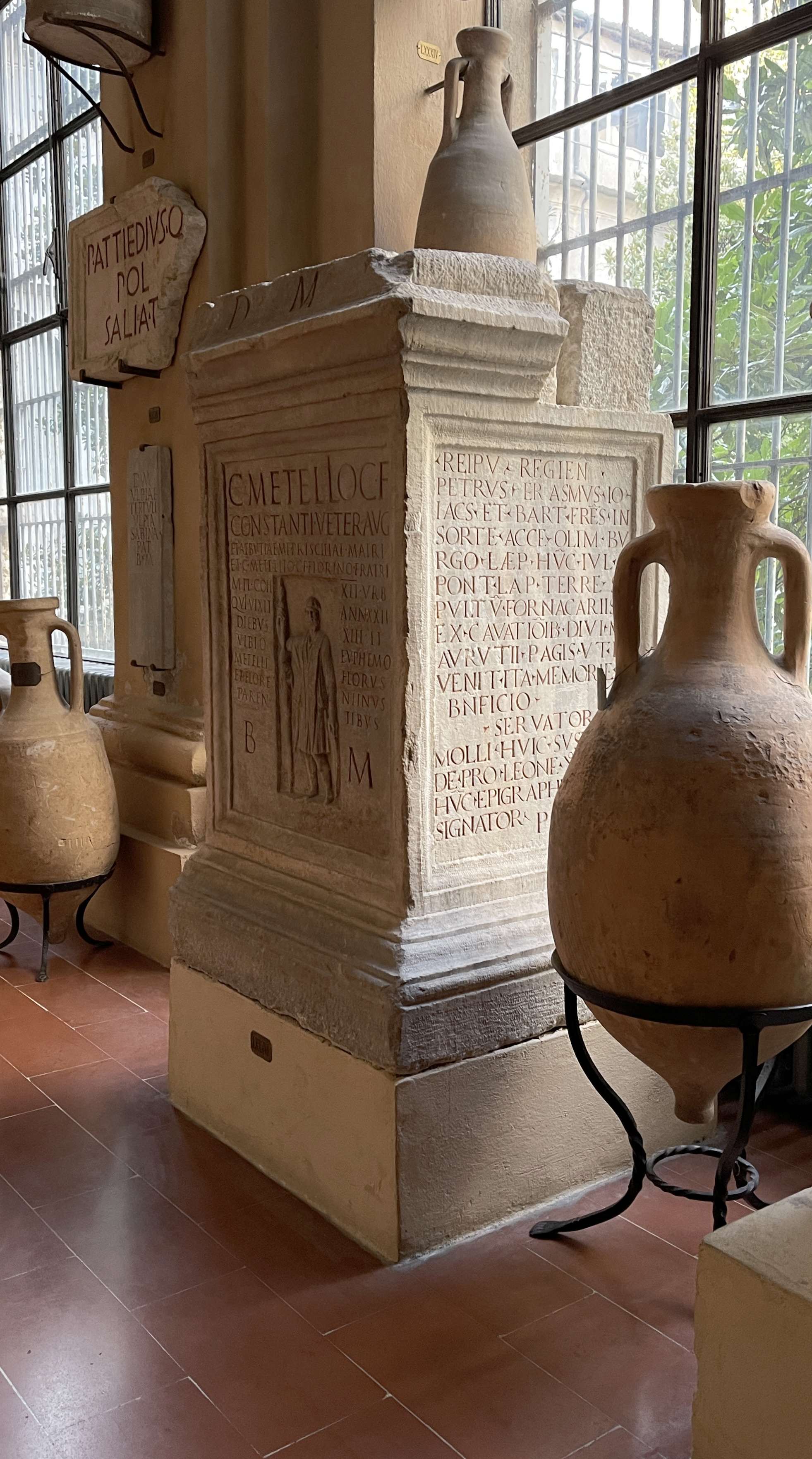
Ara dei Metelli

L'ara funeraria dei Metelli è un monumento funebre in marmo del II sec. d.C. proveniente da Reggio Emilia e conservato nel Portico dei Marmi del Palazzo dei Musei di Reggio Emilia. Sul fianco destro è incisa un’epigrafe moderna.

## Descrizione
Il cippo è dedicato dai due fratelli Florus e Florentinus ai membri defunti della famiglia: al padre, alla madre e al fratello Caius Metellius Florinus.
La dedica menziona anche un uomo, Vibius Euphemus, il cui legame con i Metelli non è specificato. Sulla fronte è incisa a bassorilievo l’immagine di
un soldato vestito di tunica e mantello che tiene con la mano destra il pilum e appoggia la sinistra sullo scudo: potrebbe essere il ritratto del fratello
Florinus o del padre veterano o ancora un’immagine ideale di soldato. I Metelli erano dunque una famiglia di militari: il giovane Florinus aveva servito
a Roma in una coorte di urbaniciani e così, probabilmente, aveva fatto il padre prima di essere congedato e ricevere il titolo di veterano di Augusto.
L'scrizione laterale commemorativa, incisa sul lato sinistro del cippo, ricorda il momento della scoperta dell’ara in un campo di proprietà della famiglia degli Erasmi (situato nell’area della necropoli orientale) e la successiva decisione di portarlo in città perché potesse essere visto da tutti i cittadini. L’altare venne rinvenuto durante il pontificato di Giulio II (1503-1513) e murato nell’angolo della residenza della famiglia nei pressi della basilica di S. Prospero sotto Leone X (1513-1521). Nel 1775 venne trasferito nel portico del palazzo del Comune, da cui passò in seguito al Museo cittadino dove tuttora si conserva.

## Iscrizione
C(aio) Metellio C(ai) f(ilio)

Constanti veter(ano) Aug(usti)

et Aebutiae M(arci) f(iliae) Priscillae matri

et C(aio) Metellio C(ai) f(ilio) Florino fratri

mil(iti) coh(ortis) XII urb(anae)

qui vixit ann(is) XXII

diebus XIII et

Vibio Euphemo

Metelli Florus

et Florentinus

p(arentibus)

b(ene) m(erentibus)»
veterano di Augusto,

e alla madre Ebuzia Priscilla, figlia di Marco 

e al fratello Caio Metellio Fiorino,

milite della XII coorte urbana, 

che visse ventidue anni, tredici 

giorni 

e a Vibio Eufemo. 

Metellio Floro 

e Metellio Florentino 

(dedicarono) ai genitori

che bene hanno meritato.»